# Фауна Фарерських островів

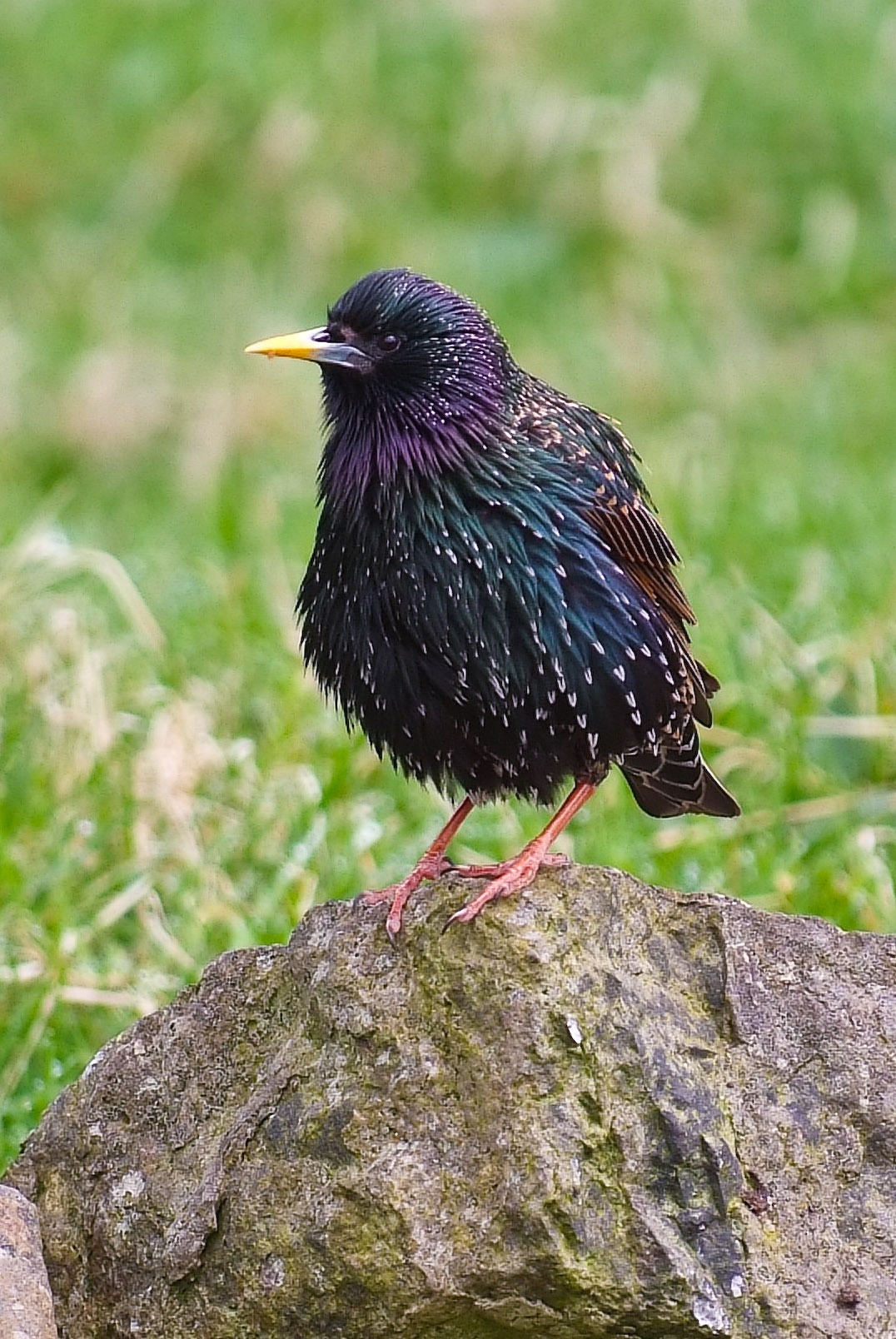
Фарерський шпак

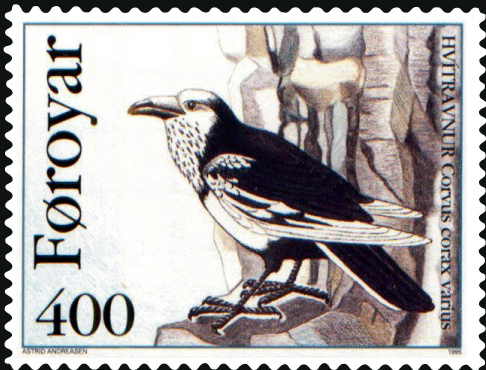
Біло-рябий ворон, кольорова варіація фарерського підвиду (Corvus corax varius), був унікальним для Фарерських островів. Останнього бачили у 1949 році.

Фауна Фарерських островів характеризується віддаленим розташуванням островів у Північній Атлантиці. Наземних видів небагато, але відносно багато морських птахів і морських тварин. Деякі підвиди та ендемічні породи. Всі наземні ссавці були завезені людиною.

## Птахи
У фауні птахів Фарерських островів переважають морські птахи. Існують особливі фарерські раси ейдера, шпака, рудака, кайми та чорної гіллеми . Дуже поширеними морськими птахами на Фарерських островах є тупики (Fratercula arctica), бризки (Alca torda) та Uria aalge. Ганети (Sula sula) поширені навколо островів, але гніздяться лише на Мікінесі. Чистуни арктичні (Cepphus grylle), Ґаґи (Somateria mollissima) та баклани чубаті (Phalacrocorax aristotelis) поширені навколо узбережжя, а популяція фульмарів (Fulmarus glacialis), які іммігрували на острови в XIX столітті, постійно зростає. На Ноульсої є шість видів чайок (Larus), а колонія буревісників (Hydrobates pelagicus) — найбільша у світі.
Кулик (Haematopus ostralegus) (національна птах), середній кроншнеп (Numenius phaeopus), Бекас (Gallinago Gallinago) і полярний крячок (Sterna paradisea) поширені на вересових пагорбах. Фарерський шпак (Sturnus vulgaris ssp. Faroeensis) є найбільшим шпаком у світі, і він дуже поширений навколо місць, де живуть люди, разом із домашнім горобцем (Passer domesticus). У пізніші роки до них приєдналися дрозди (Turdus merula), популяція яких дуже швидко зростає. Ворони сіри (Corvus cornix) та фарерсько-ісландський підвид круків (Corvus corax varius) також дуже поширені навколо житлів людей. До XIX століття на островах був поширений піратський ворон. Це був не особливий вид, а кольорова варіація фарерсько-ісландського підвиду. У одному й тому гнізді троє молодих пташення могли бути чорними, а один — біло-рябим. Ця варіація кольорів була унікальною для Фарерських островів, і, можливо, через це попит з боку іноземних колекціонерів був великий на цих воронів. Це може бути причиною, чому вони вимерли; останній ворон з білими крапками був помічений на Нолсой у 1949 році.

## Наземні ссавці

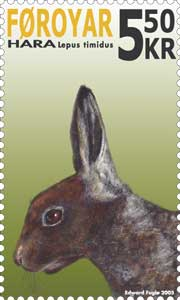
Фарерський гірський заєць (Lepus timidus)

Наземні ссавці Фарерських островів були випадково чи навмисно завезені людьми. Хоча на Фарерських островах було зареєстровано дев'ять видів диких наземних ссавців, на островах сьогодні вижили і процвітають лише три: гірський заєць (Lepus timidus), бурий щур (Rattus norvegicus) та домашня миша (Mus domesticus).
Гірські зайці були завезені з Крагеро, Норвегія в 1854 році. У перші роки деякі зайці розвивали взимку білу шерсть, як їх предки з Норвегії, але через кілька десятиліть через океанічний клімат з відсутністю снігового покриву зайці-фарери прийняли спільні риси з ірландськими зайцями (Lepus timidus hibernicus), які більшу частину року залишаються коричневими, а взимку сіріють. Зайці присутні на всіх, крім трьох невеликих островів, Koltur, Стоура-Дуймун і Луйтла-Дуймун .
Фарерська домашня миша, ймовірно, була випадково завезена з Великої Британії ірландськими ченцями ще в 6 столітті. Це західноєвропейська домашня миша (Mus domesticus), але раніше була позначена як Mus musculus . Це найменування також використовувалося для позначення підвидів, що еволюціонували в ізольованих популяціях островів. Домашня миша Нолсоя — це підвид, який називається (Mus musculus faroeensis), а домашня миша Mykines — також підвид (Mus musculus mykinessiensis). Однак нещодавнє дослідження засноване на аналізі ДНК, показало, що мишей на найвіддаленіших островах (Гесті, Фуглой, Мікінес та Нолсой) характеризують як M. m. domesticus, тоді як миші на краще зв'язаних островах (Сандой і в Торсхавні) змішані і мають обидва M. m. musculus та M. m. генетичні елементи domesticus. Крім того, розслідування показало, що більшість мишей походять з південно-західної Норвегії, узгоджуючись з історичними даними людини, тоді як миші на острові Сандой могли потрапити з Британських островів або з Данії. М. м. musculus генетичний компонент походить від недавніх мишей-іммігрантів з Данії. Лісова або польова миша (Apodemus sylvaticus) була зафіксована на Фарерських островах у 17 столітті, але з тих пір не реєструвалася. Ці записи могли бути помилковими. Домашня миша присутня на островах Мікінес, Стреймой, Фуглой, Гестур, Нолсой і Сандой . Час від часу вони розташовувались на Ейстурої, але їм ніколи не вдалося утвердитися там через присутність коричневого щура.
Коли чорний щур (Rattus rattus) вперше потрапив на Фарери, незрозуміло, але йому дали провину за поширення чуми, Чорну смерть у 1349 р., З тих пір було кілька повідомлень про те, що щур частково або повністю вимер, тільки щоб повернутися пізніше. Причини багатьох зникнень різні: від легенд про використання магії до екологічних причин та хвороб. З тих пір його винищили більш агресивні коричневі щури.
Коричневий щур (Rattus norvegicus) поширений в людських житлах та навколо них, а також у польових умовах, завдаючи великої шкоди колоніям птахів. Він дістався до Фарерських островів на норвезькому кораблі Kongen af Preussen, який зазнав аварії на шотландському острові Льюїс . У травні 1768 р. обломки корабля відплили до Хвалби в Судурої; у 1769 р. щур вже закріпився в Торсхавні . Бурий щур прийшов на зміну колишньому чорному щуру (Rattus rattus), який раніше був поширеним у людських житлах на Фарерських островах. Він поширився на острови Судурой (1768), Стремой (1769), Ейстур (1776), Вагар (1779), Куной (1914)., Бордой (приблизно 1900) та Вірой (між. 1904—1910). Нещодавні геномні аналізи виявили три незалежні завезення коричневого щура на Фарерські острови.
Кролики (Oryctolagus cuniculus) були завезені в Судурой на початку 20 століття. Незабаром вони поширились по всьому острову, але через кілька років їх було знищено. Кролики також заснували колонії в крайньому півдні Ейстурой (Eystnes) в 1960 — х і 1970 — х роках, але вони також були знищені. У 2006 році надходили повідомлення про те, що кролики заснували колонії на Стреймої, які були винищені. Час від часу врятовані домашні тварини потрапляють у гори, але їх, як правило, виловлюють і розстрілюють незабаром після того, як їх бачать, не даючи заснувати подальші колонії.
Американська норка (Mustela vison) кілька разів рятувалась від ферм, але більшу частину часу їх ловили або відстрілювали, і так і не вдалося створити популяцію у дикій природі. Песці (Alopex lagopus) також іноді втікали з ферм у першій половині 20 століття. Це були особини, які вижили місяцями в дикій природі, поки їх не знайшли і не розстріляли. Без товаришів вони не змогли розмножуватися.
На початку 20 століття в Торсгавн було завезено кілька їжаків (Erinaceus europaeus), але їх було недостатньо для встановлення популяції.
Кажани — рідкісні гості на Фарерських островах і зазвичай гинуть незабаром після прибуття.
Окрім місцевої домашньої породи овець під назвою Фарери, вівці Літла Дімун, на Малому Дімуні до середини 19 століття вижили різноманітні дикі вівці. Існує також місцева порода коней — фарерський поні .
Час від часу домашні коти втікають у гори і стають здичавілими . Зазвичай їх виловлюють якомога швидше, оскільки вони завдають великої шкоди корінному життю птахів та популяції зайців.

## Морські ссавці

Сірий тюлень (Halichoerus grypus), на пляжі в Сандвіку, 2004 рік.

Тев'які довгоморді (Halichoerus grypus) дуже поширені навколо фарерських берегів. Морські тюлені розмножувались на Фарерських островах до середини 1800-х років; зараз вони рідкісні відвідувачі, зрідка помічаються молоді тюлені, що вказує на те, що розмноження може початися на островах знову.
Кілька видів китів мешкають у водах навколо Фарерських островів. Найвідоміші — гринди звичайні (Globicephala melas), але більш екзотичні косатки (Orcinus orca) іноді відвідують фарерські фіорди.
Фоцени звичайні найбільш спостерігаючися китоподібні . Вони часто відвідують острови цілий рік, хоча, здається, їх кількість більша навколо північних островів, ніж у решті країни.
Сині кити іноді можуть з'являтися в кінці квітня-червні, та їх бачили мігруючими на північ через Хестфьорд і Вестманнасунд на південно-західній стороні Стремоя (якщо погода співпрацьовує).
Пляшконосі кити мають дуже строгий мігруючий маршрут, який йде на південь по північній частині Suðuroy в серпні-вересні.

## Земноводні
Природно, на Фарерських островах земноводних не було. Але нещодавно жаби (Rana temporaria) були завезені на Фарерські острови і успішно розмножуються на Нольсої.
Молода жаба (Bufo bufo), яка зимує на Ейстурої, була зафіксована в 2006 році; швидше за все загублена домашня тварина.

## Комахи та інші безхребетні

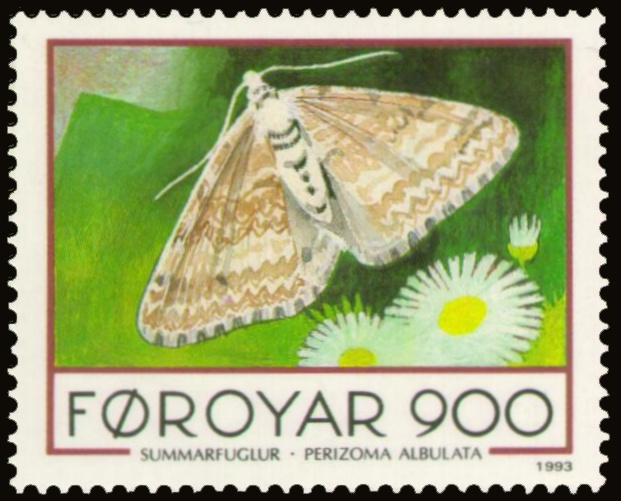
Faroese grass rivulet (Perizoma albulata)

Мухи, молі, павуки, жуки, слимаки, равлики, дощові черв'яки та інші дрібні безхребетні є частиною корінної фауни Фарерських островів.
Пізніші завезення — новозеландський плоский черв'як, іспанський слимак та звичайна оса, котрі всі стали частиною природної фауни.
Також були знайдені таргани, чорні садові мурахи, мурахи-фараони та бордові равлики, однак незрозуміло, чи стали вони частиною фауни.